# Julie Vega
Julie Pearl Apostol Postigo, mais conhecida pelo seu nome artístico Julie Vega (Cidade Quezon, 21 de maio de 1968 – Cidade Quezon, 6 de maio de 1985) foi uma atriz infantil das Filipinas, cantora e modelo comercial. Ela continua sendo amada e bem falada nas Filipinas. Anos após sua morte súbita com a idade de 16 anos, houve uma comoção total da parte de todos os filipinos. Em vida, ela ganhou dois prêmios para FAMAS melhor Atriz Infantil durante sua breve carreira no showbiz.

## Vida Familiar
Criada por seus pais, Vega nasceu no hospital UERM em Quezon City, Filipinas, parte de uma uma família católica devota, Julie é a menina mais nova entre os seis filhos do dentista Julio Postigo (1931-1991 ) a partir de Zamboanga del Sur e da ex-Perla Apostol (pérola apelidado, nascido 1932) a partir de Iligan City, Lanao del Norte. Este fato levou sua família a seu apelido Querido e Tata, que foi dado a ela por sua babá Flor Argawanon e significa filho mais novo na língua Visayan. Ela é mestiça, herdou os olhos paternais americano do seu avô Irlandês, o ex-Aurora Fort, que chegou às Filipinas em uma idade jovem, com seu pai, o general americano Guy O. Fort (falecido em 1942). Ela viria a se casar mais tarde Filipino Geral Leon Postigo. Seus irmãos mais velhos são (de acordo com a ordem de nascimento) James (apelidado de Jimmy), Jeffrey (apelidado de Joey; 1960-1983)., Jonathan (apelidado de Noni), Joseph (apelidado Toti) e Jerry (apelidado de Steve).

## Carreira
Vega foi descoberta por filme de renome e encenador Lamberto Avellana e veterana atriz Botas Anson-Roa, em 1975, durante a realização de uma festa de Natal no Instituto de Quezon, onde sua mãe trabalhou então, iniciando assim sua carreira showbiz início do ano seguinte, com a idade de seis anos como um modelo comercial na televisão para Purefoods e band-Aid. Ela usou pela primeira vez o nome de tela de Darling Postigo e apareceu em seu primeiro filme intitulado Ang Pag-ibig Ko'y Huwag Mong Sukatin  como a jovem filha de Anson-Roa e Dante Rivero.  Não foi até ela apareceu em seu primeiro grande papel de liderança e avanço no filme de 1978 Mga Mata ni Angelita que ela começou a usar o nome de tela Julie Vega, mediante recomendação do produtor de cinema e diretor Larry Santiago, dono de Larry Santiago Productions, que produziu o filme. Ela havia sido escolhido para interpretar o papel-título, apesar de colocar apenas o terceiro lugar entre mais de 200 candidatos para o papel.
Embora Vega mais tarde teve que recusar o papel-título de Flor de Luna, devido aos seus horários escolares e do showbiz agitado, ela finalmente teria sua própria novela, quando ela foi lançada como o personagem-título em GMA Rede Anna Liza. Seu retrato da, triste-saco sensível e personagem-título freqüentemente oprimidos chamou a simpatia e afetos da Filipino exibição pública e ainda solidificou seu status de estrela. O sucesso de Anna Liza fez dela a principal rival novela de Janice de Belen, um companheiro estrela infantil que também fez sucesso com Flor de Luna, o papel-título Vega-se anteriormente voltada para baixo, como os dois dramas rivalizava com o outro para a atenção de o público de audiência de televisão. No entanto, apesar de ser rivais do showbiz, eles eram os melhores amigos na vida real.  Na verdade, De Belen-se uma vez mencionou, "Não poderia haver me se Julie aceitou o papel de Flor de Luna."
Além de seu trabalho em Anna Liza, Vega também atuou em vários filmes e ganhou dois prêmios de atuação FAMAS geral. Ela ganhou Melhor Atriz Infantil para Mga Mata ni Angelita e Durugin si Totoy Bato e foi nomeada para Melhor Atriz Infantil para Mga Basang Sisiw e Melhor Atriz Coadjuvante para Isang Bala Ka Lang!.
Quando Vega se tornou um adolescente, ela assinou contrato com a Regal Films pelo produtor Lily Monteverde, que também era dono da empresa de cinema desde sua criação em 1962. Ela então foi incluído entre os chamados Regal "Cry Babies" junto com o então companheiro atrizes adolescentes De Belen, Maricel Soriano, e Snooky. Ela fez um total de seis filmes para Regal, incluindo Where Love Has Gone , Mother Dear , To Mama with Love, and Daddy’s Little Darlings, sendo estes, campeões de bilheterias nas filipinas.

## Carreira Musical
Além de atuar, Vega também se tornou uma cantora de sucesso em seu próprio direito. Ela inicialmente se recusou a prosseguir uma carreira de cantora de sua própria, mas depois de repetidas proddings de seu irmão mais velho Joey, que notou sua bela voz para cantar, ela finalmente concordou em fazê-lo. Ela teve aulas formais de voz sob renomado compositor Cecille Azarcon para aprimorar ainda mais a sua voz cantando. Com o treinamento que recebeu, ela foi capaz de cantar muitas das músicas-tema dos filmes que ela apareceu em como Dear Mama, Where Love Has Gone, Do not Cry for Me Papa, e Iiyak Ka Rin.
Foi durante uma de suas promoções de canto para Where Love Has Gone que Vega foi descoberto por Bong Carreon, que, em seguida, ofereceu-lhe para ser um artista de gravação para o então recém-formado Emerald Recording Company detida pelo próprio Carreon e sua então esposa, a famosa Filipina cantor Imelda Papin. Seu single de estréia Somewhere In My Past, composto por Mon Del Rosario, foi um grande sucesso que se tornou um disco de ouro certificado em apenas suas primeiras semanas de lançamento e viria a ser seu hit mais duradouro e uma canção que ela seria mais identificada com. O sucesso do único solicitado Bong Carreon e Imelda Papin para lançar Vega como um artista solo em tempo integral por surgir com o álbum 1985 a estreia do último First Love, que incluiu Somewhere In My Past e produziu seu hit mais músicas como alguém especial, a memória permanecem, e o título da faixa própria.
Segundo Vega si mesma, ela particularmente gostei de cantar, pois é através deste meio que ela é capaz de melhor expressar seus pensamentos e sentimentos mais íntimos. Isto tornou-se especialmente verdadeiro após a perda trágica de seu irmão Joey, a quem ela foi particularmente muito perto. Joey foi esfaqueado até a morte em um carro por matadores de aluguel, que o confundiram com outra pessoa que eles foram contratados para procurar e, em seguida, matar, enquanto sair com seus amigos, em 1983. Sua morte prematura aos 22 anos de idade provou ser devastador para o jovem Julie, que foi, então, fez a repetidamente deseja se juntar a ele na morte.

## Vida Educacional
Apesar de sua agenda agitada showbiz, Vega ainda era capaz de atender a seus estudos na escola. Ela estudou Our Lady of Sacred Heart School nas Filipinas, da escola primária até o primeiro ano do ensino médio antes de transferir para o  St. Joseph's College, onde ela terminou seu ensino médio. As escolas provaram ser acessível a ela desde que ambos estão localizados não muito longe de onde sua família morava na 11th Avenue, Murphy, Cubao, Quezon City.

## Morte
Não muito tempo depois de sua formatura do ensino médio em 1985 Vega começou a se queixar de fraqueza extrema e falta de sensibilidade, especialmente em sua parte inferior do corpo. Isto levou seus pais para levá-la para um hospital particular para diagnóstico e tratamento. Ela mais tarde foi diagnosticado com uma forma de doença desmielinizante, que foi altamente suspeito de ser a síndrome de Guillain-Barré ou a esclerose múltipla.
Como condição de Vega se tornou pior, seus pais foram obrigados a tê-la confinada ao Instituto Quezon, pois não podia mais arcar com o aumento da quantidade de suas contas do hospital. Algum tempo depois de seu confinamento lá, ela contraiu broncopneumonia, tornando sua condição ainda pior do que antes.
Vega foi transferido para o Centro de Lung das Filipinas, em Quezon City por volta das 5:00 horas do dia 06 de maio de 1985, onde ela morreu de repente e de forma pacífica em torno de 1,5 horas mais tarde em unidade de terapia intensiva do hospital, apenas 15 dias antes do seu aniversário de dezessete anos. Sua causa da morte foi oficialmente listado como parada cardíaca secundária a broncopneumonia. (Vale a pena notar que seu pai Julio morreu de câncer de pulmão exatamente seis anos mais tarde, no mesmo hospital.) Sua morte prematura deixou Anna Liza com um enredo incompleta e do povo filipino em choque total. Depois de ficar em repouso em Mount Carmel Church em Quezon City, seu corpo foi colocado para descansar bem próximo ao túmulo de seu irmão no Memorial Park Loyola em Marikina City em um funeral com a participação de milhões de luto fãs e colegas do showbiz filipino.
No momento da sua morte, Vega deixou para trás um grande corpo de trabalho inacabado além de Anna Liza. Ela deveria promover seu álbum de estréia First Love, fazer um segundo álbum para Emerald contendo todas as músicas de língua filipinos, execute com Imelda Papin em compromissos cantando tanto nas Filipinas e no exterior, começar hospedagem dois programas de televisão (ela própria, Julie e amigos em Maharlika Broadcasting System, e como hospedeiro alternativo de Student Canteen em GMA, e estrelar como um dos pilares do então próximos show de talentos teen-oriented Isso é entretenimento em GMA. Ela também deveria comparecer à Universidade das Filipinas para sua educação universitária.

## Sua História de Vida
História de vida de Vega foi mais notavelmente mostrado no filme através de The Life Story of Julie Vega, que foi mostrado logo após sua morte. Nadia Montenegro retratado no filme e sabão atriz ópera malfadado e cantor, Jimmy Morato e Alicia Alonzo retratado seus pais, enquanto sua vida real irmão Steve e babá Flor apareceram como eles mesmos. Isso é entretenimento pilares Jestoni Alarcon, John Regala e herói Bautista também retratou seus irmãos no filme.
Na televisão, através do 02 de outubro de 2003 episódio de Maalaala Mo Kaya direito Unan (Tagalog para Pillow) interpretado por Angelica Panganiban e Jane Oineza como Young Julie Vega. Os pais de Vega foram retratados por Michael de Mesa e Rio Locsin. O referido episódio foi bem recebido pela crítica e fãs Julie Vega lazer e é conhecida por seu uso de imagens reais do enterro de Vega que contou não só os fãs, mas também celebridades como Fernando Poe Jr., Chiquito, Nida Blanca, Herbert Bautista e melhor amigo Janice de Belen de luto da morte dela. O vídeo foi emprestado aos produtores Maalaala Mo Kaya para o episódio pelo Postigo.

## Filmografia
- 1984 	Lovingly Yours, Helen: The Movie Ida
- 1984 	Daddy's Little Darlings 	Chiqui
- 1984 	Dear Mama 	Joy
- 1983 	Don't Cry for Me Papa 	Gigi
- 1983 	Iiyak Ka Rin 	April
- 1983 	Isang Bala Ka Lang! 	Angela Rodriguez
- 1982 	Roman Rapido 	Carmen
- 1983 	To Mama with Love 	Mylene
- 1982 	Mother Dear 	Lagring
- 1984 	Where Love Has Gone 	Liza
- 1981 	Flor de Liza 	Liza
- 1981 	Mga Basang Sisiw 	Herself
- 1982 	Ang Milagro sa Porta Vaga 	Herself
- 1980 	Anak ng Atsay 	Lisa
- 1980 	Angelita...Ako ang Iyong Ina 	Angelita
- 1980 	Kape't Gatas 	Wewet
- 1980 	Pompa 	Pompa
- 1979 	Durugin si Totoy Bato 	Lucia
- 1979 	Roberta 	Roberta
- 1978 	Mga Mata ni Angelita 	Angelita
- 1975 	Mga Tinik Ng Babae 	Herself
- 1975 	Mortal 	Mylene
- 1975 	Ang Pag-ibig Ko'y Huwag Mong Sukatin 	Herself

## Música
- 1985 First Love, Emerald Recording Company

Seu único álbum que inclui as canções:
- Someone Special (Mon Del Rosario)
- First Love (Alex Catedrilla)
- Somewhere In My Past (Mon Del Rosario)
- Only a Dream (Mon Del Rosario)
- So Impatient (Mon Del Rosario)
- The Memory Will Remain (Mon Del Rosario)

## Prêmios
- 1979 FAMAS Awards 	Best Child Actress 	Mga Mata ni Angelita (1978) 	Vencedora
- 1980 Durugin si Totoy Bato (1979) 	Vencedora
- 1980 Metro Manila Film Festival 	Best Child Performer 	Kape't Gatas (1980) 	Vencedora
- 1982 FAMAS Awards 	Best Child Actress 	Mga Basang Sisiw (1981) 	Indicada
- 1984 FAMAS Awards Best Supporting Actress 	Isang Bala Ka Lang! (1983) 	Indicada
- 1985 Awit Awards 	Song of the Year 	Somewhere In My Past (1985) 	Indicada
- 1985 Emerging Female Singer of the Year 	Herself 	Vencedora